# یوزفوو
یوزفوو (به لهستانی:  Józefów) یک‌ منطقهٔ مسکونی در لهستان است که در شهرستان اوتووتسک واقع شده‌است. یوزفوو ۲۳٫۹۲ کیلومتر مربع مساحت و ۱۸٬۳۵۳ نفر جمعیت دارد و ۹۴ متر بالاتر از سطح دریا واقع شده‌است.

## خواهرخوانده
شهر بیته‌تو خواهرخواندهٔ یوزفوو هست.

## نگارخانه

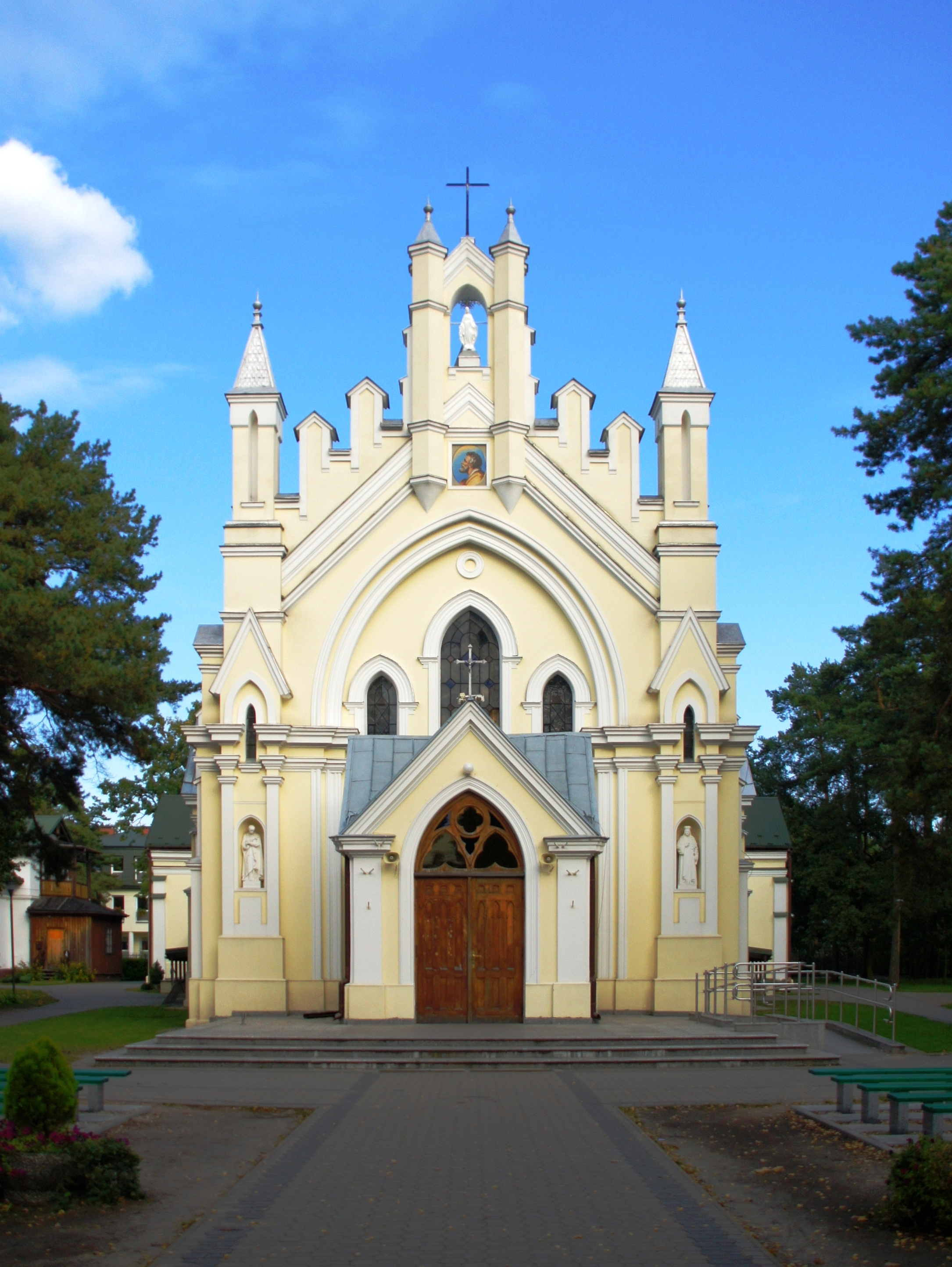
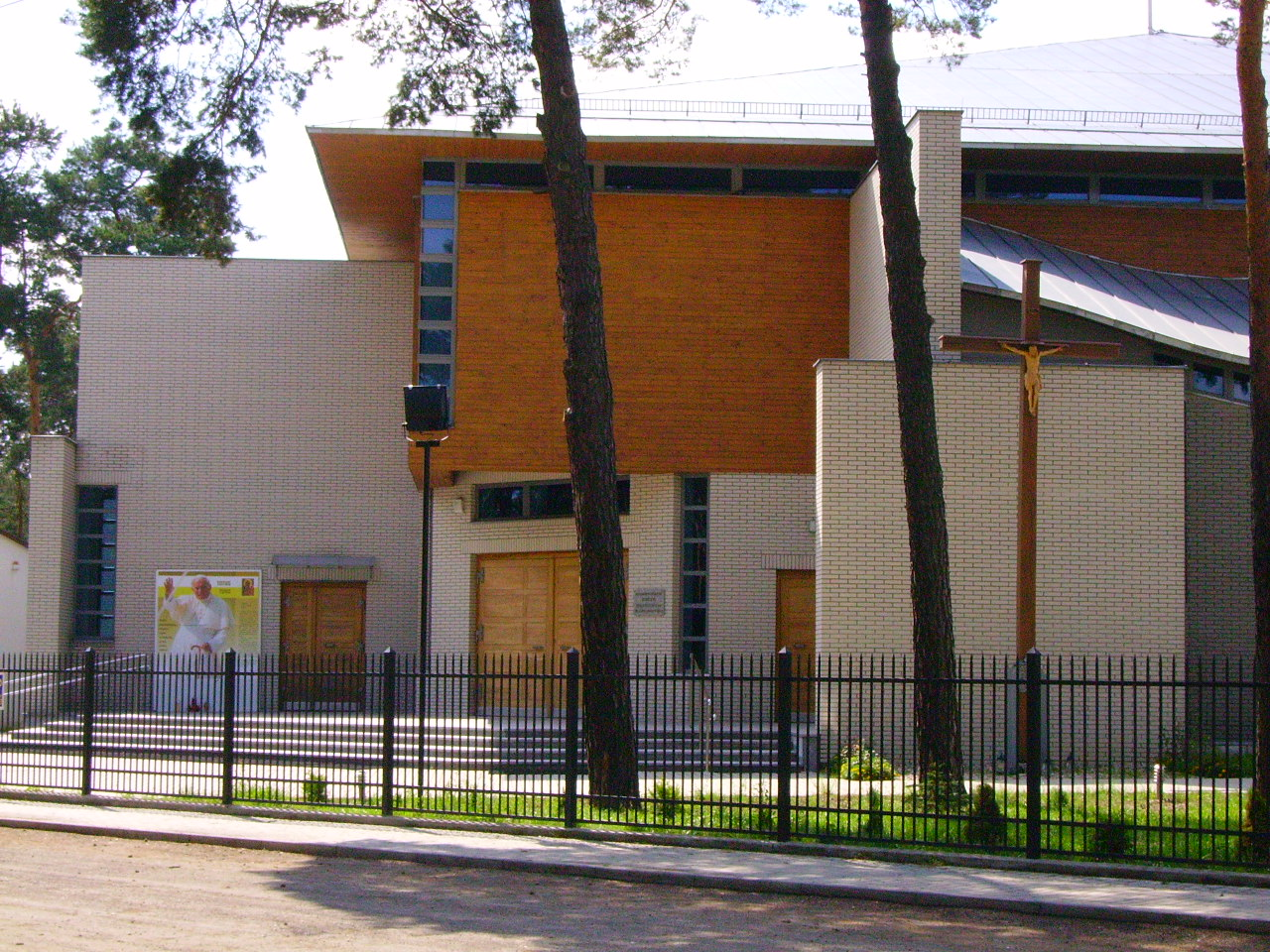